# 扎盧日涅 (羅馬尼夫區)
50°14′18″N 27°58′5″E / 50.23833°N 27.96806°E
扎盧日涅（烏克蘭語：Залужне），是烏克蘭北部的村莊，隸屬日托米爾州的日托米爾區。該村始建於1946年，面積5.38平方公里，海拔高度244米，2001年人口101。